# Calesiodes
Calesiodes là một chi bướm đêm thuộc họ Erebidae.